# Prix Nadal
Pour les articles homonymes, voir Nadal.
Le prix Nadal (en espagnol : Premio Nadal) est le plus ancien prix littéraire délivré en Espagne. Il existe depuis 1944 et est remis chaque année le 6 janvier par les éditions Destino à l'auteur du meilleur roman écrit en espagnol.

## Histoire
Le prix Nadal est décerné chaque année le 6 janvier, le jour de l'épiphanie, en mémoire du rédacteur en chef de la revue Destino, Eugenio Nadal Gaya, décédé en 1944 à l'âge de 27 ans. Eugenio Nadal est professeur de littérature, a écrit le livre Ciudades de España et est l'auteur de nombreux essais et articles de presse.
La première édition a eu lieu le 6 janvier 1945 dans le Café Chino (ou Café suizo, selon les sources), aujourd'hui disparu, dans les ramblas de Barcelone. S'y sont présentées 26 œuvres (en 2012, 313 œuvres sont présentées), mais dans l'assistance, seulement 6 ou 7 personnes sont présentes le jour de la célébration. Les membres du jury sont pour cette première édition Ignacio Agustí (es), Joan Teixidor, Josep Vergés Matas (es), Juan Ramón Masoliver et Álvaro Ruibal (es), accompagnés de Rafael Vázquez Zamora, secrétaire du prix,. La première lauréate est Carmen Laforet, pour Nada.
Le prix, doté de 18 000 euros, est remis à un seul lauréat par un jury composé de 5 personnes.

## Listes des lauréats

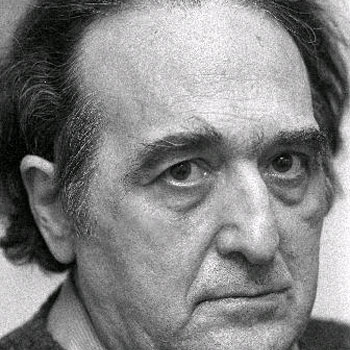
Rafael Sánchez Ferlosio, lauréat en 1955.

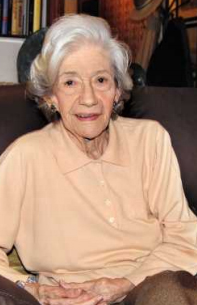
Ana María Matute, lauréate en 1959.

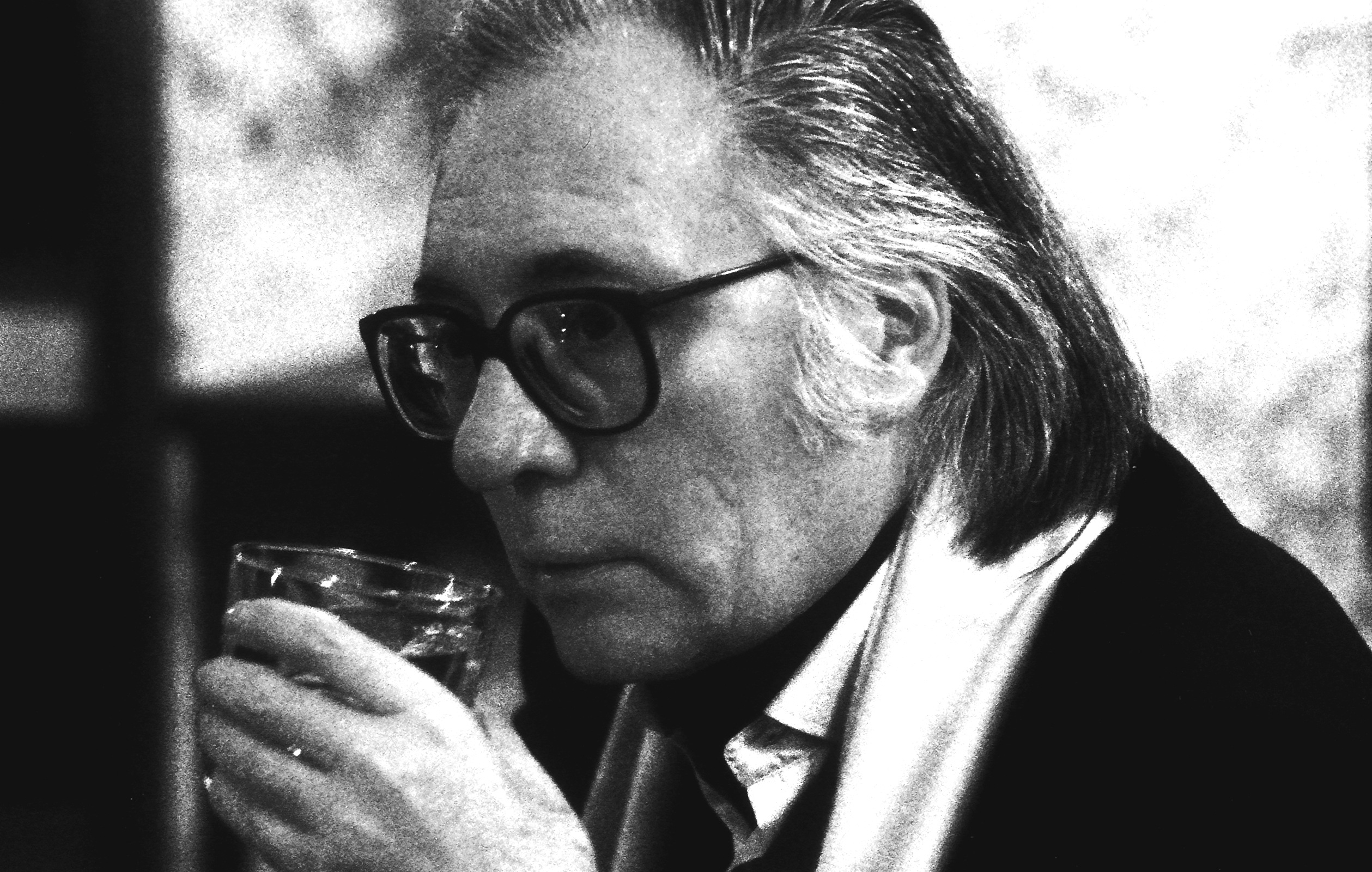
Francisco Umbral, lauréat en 1975.

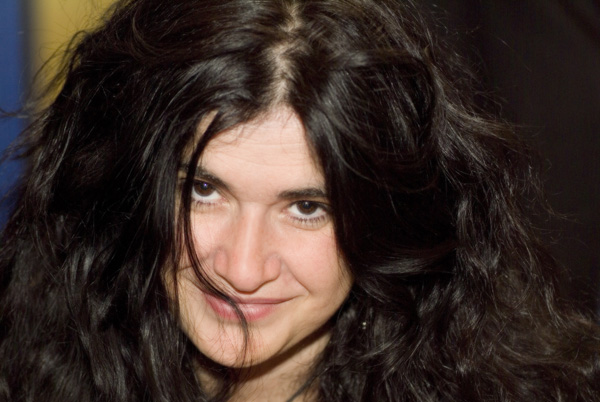
Lucía Etxebarría, lauréate en 1998.

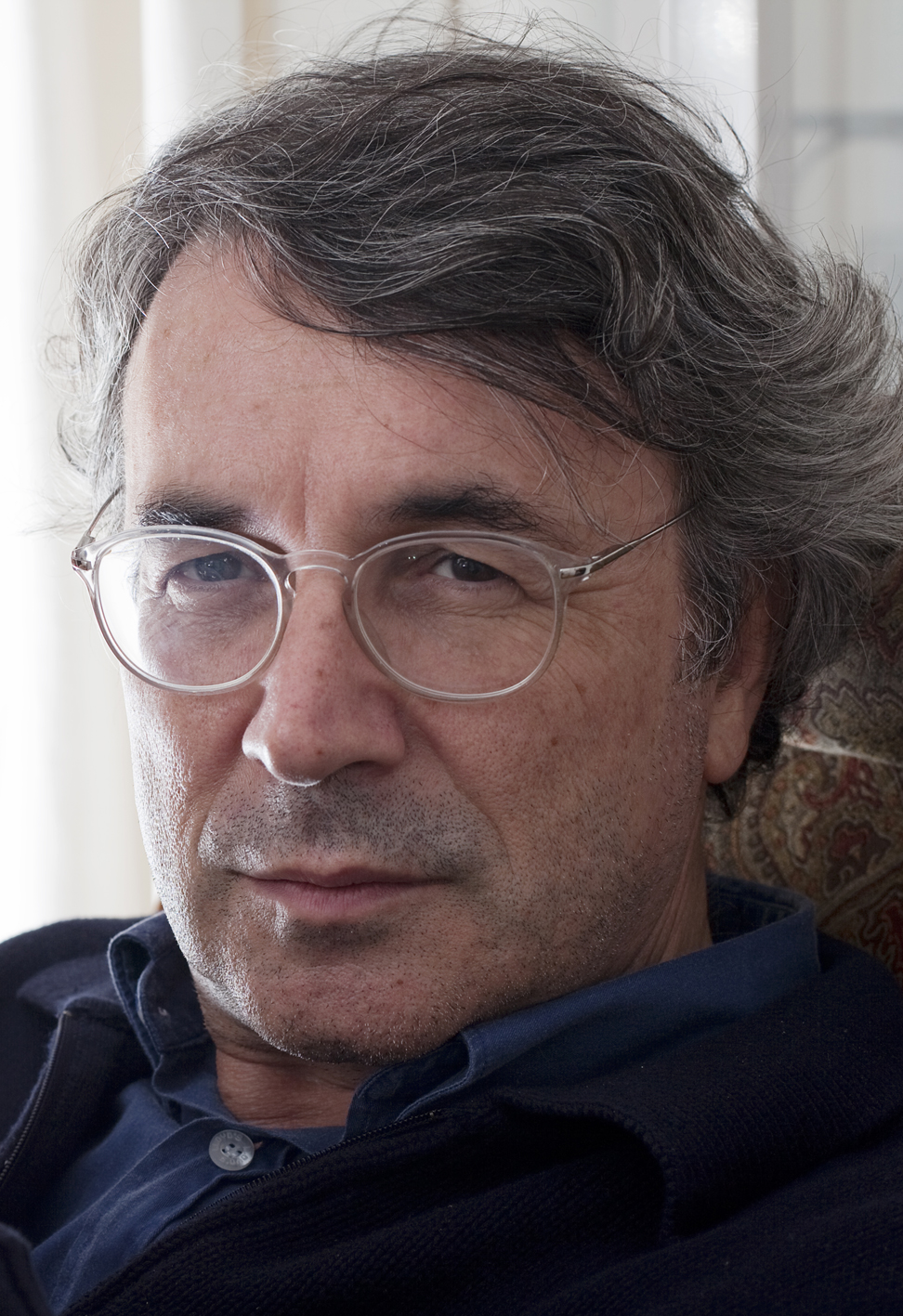
Andrés Trapiello, lauréat en 2003.

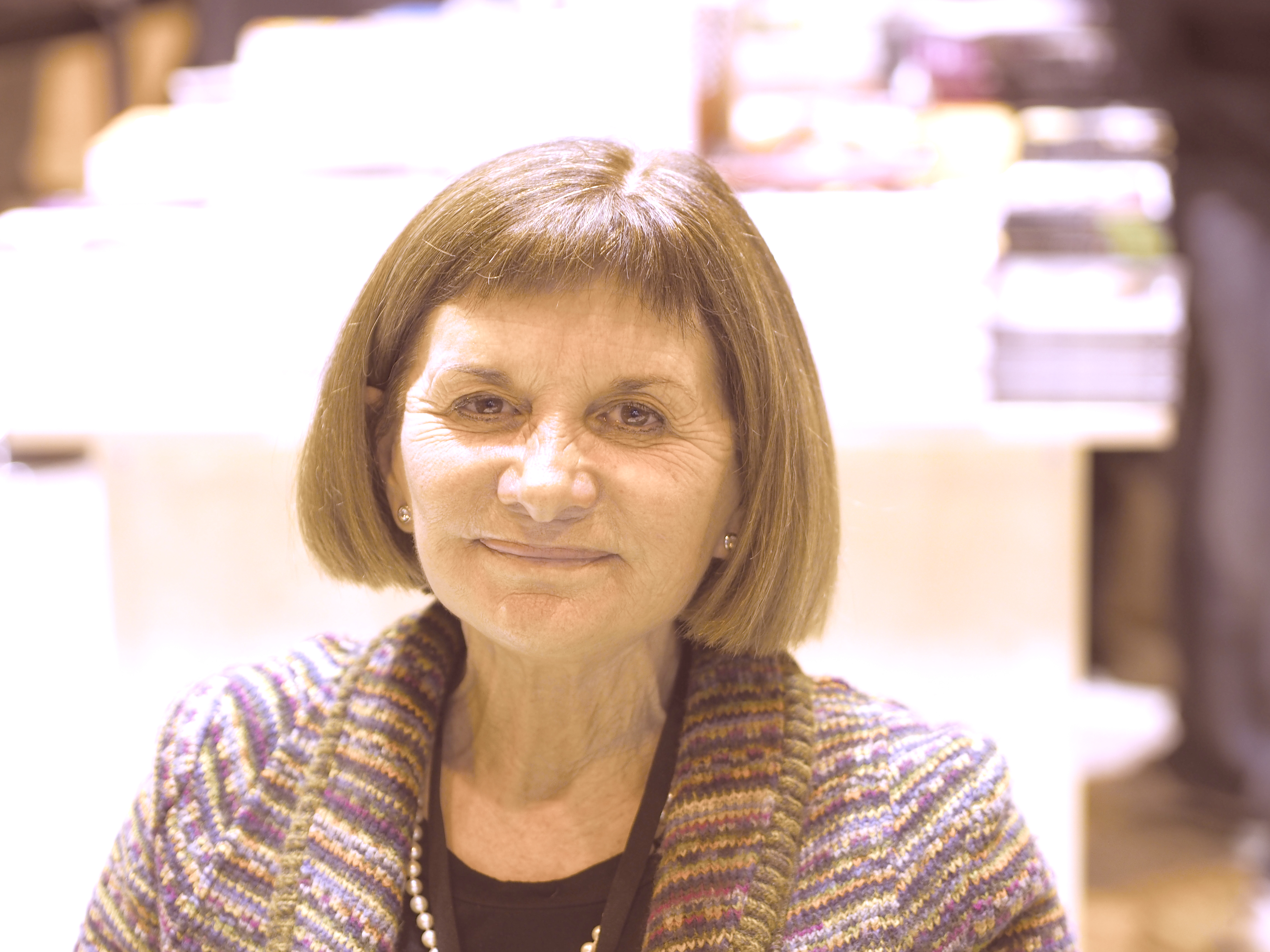
Alicia Giménez Bartlett, lauréate en 2011.

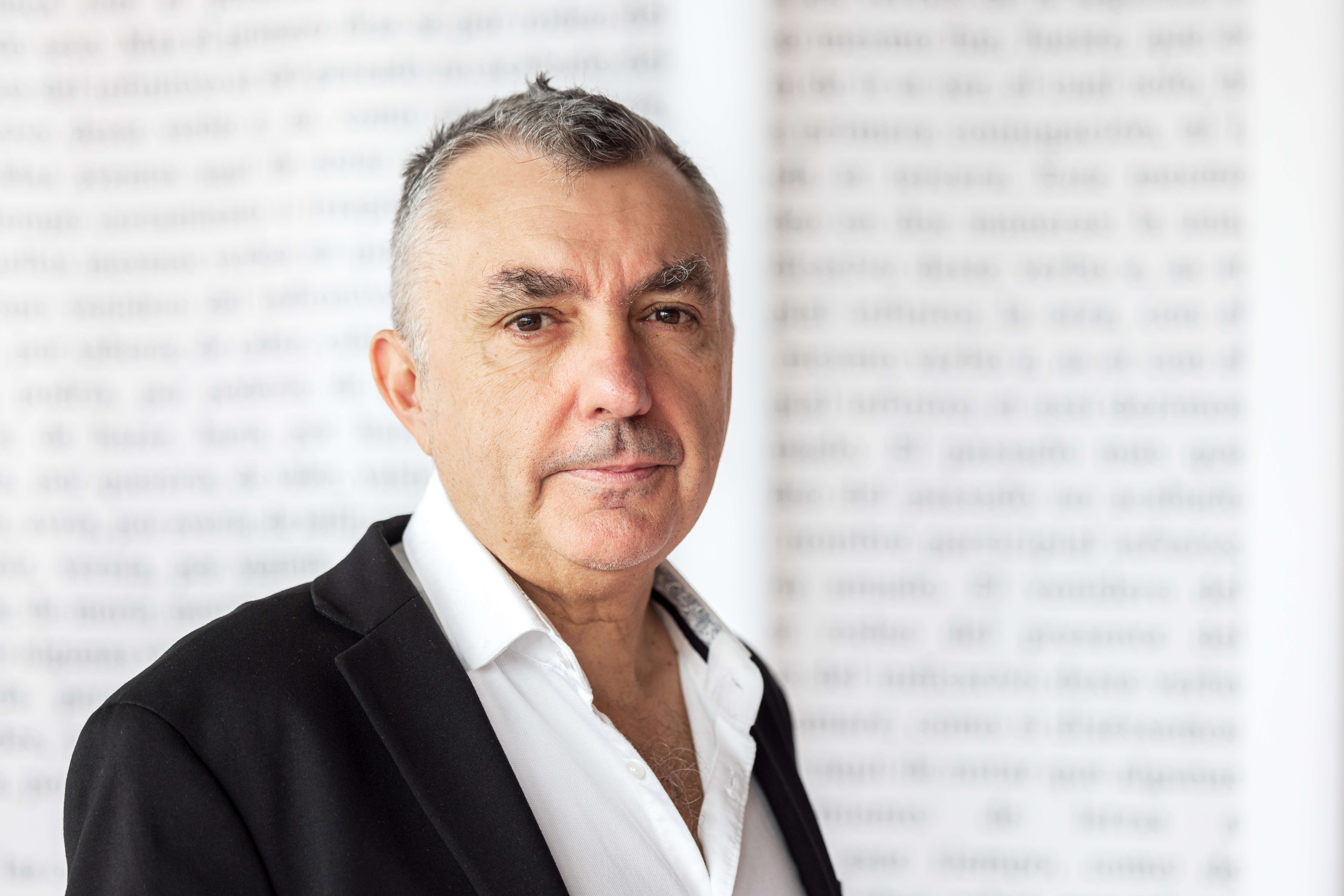
Manuel Vilas, lauréat en 2023.

Liste des gagnants du prix Nadal, depuis la première édition, :
- 1944 : Carmen Laforet, pour Nada
- 1945 : José Félix Tapia (es), pour La luna ha entrado en casa
- 1946 : José María Gironella, pour Un hombre
- 1947 : Miguel Delibes, pour La sombra del ciprés es alargada
- 1948 : Sebastià Juan Arbó (es), pour Sobre las piedras grises
- 1949 : José Suárez Carreño (es), pour Las últimas horas
- 1950 : Elena Quiroga, pour Viento del norte
- 1951 : Luis Romero (es), pour La noria
- 1952 : Dolores Medio (es), pour Nosotros, los Rivero
- 1953 : Lluïsa Forrellad (es), pour Siempre en capilla
- 1954 : Francisco José Alcántara (es), pour La muerte sienta bien a Villalobos
- 1955 : Rafael Sánchez Ferlosio, pour El Jarama (es)
- 1956 : José Luis Martín Descalzo, pour La frontera de Dios
- 1957 : Carmen Martín Gaite, pour Entre visillos
- 1958 : José Vidal Cadellans (es), pour No era de los nuestros
- 1959 : Ana María Matute, pour Primera memoria
- 1960 : Ramiro Pinilla, pour Ciegas hormigas
- 1961 - Juan Antonio Payno (es), pour El curso
- 1962 - José María Mendiola Insausti (es), pour Muerte por fusilamiento
- 1963 - Manuel Mejía Vallejo, pour El día señalado
- 1964 - Alfonso Martínez Garrido (es), pour El miedo y la esperanza
- 1965 - Eduardo Caballero Calderón, pour El buen salvaje
- 1966 - Vicente Soto, pour La zancada
- 1967 - José María Sanjuán, pour Réquiem por todos nosotros
- 1968 - Álvaro Cunqueiro, pour El hombre que se parecía a Orestes
- 1969 - Francisco García Pavón, pour Las hermanas coloradas
- 1970 - Jesús Fernández Santos, pour Libro de las memorias de las cosas
- 1971 - José María Requena (es), pour El cuajarón
- 1972 - José María Carrascal (es), pour Groovy (es)
- 1973 - José Antonio García Blázquez (es), pour El rito
- 1974 - Luis Gasulla, pour Culminación de Montoya
- 1975 - Francisco Umbral, pour Las ninfas
- 1976 - Raúl Guerra Garrido, pour Lectura insólita de El Capital
- 1977 - José Asenjo Sedano (es), pour Conversación sobre la guerra
- 1978 - Germán Sánchez Espeso, pour Narciso
- 1979 - Carlos Rojas, pour El ingenioso hidalgo Federico García Lorca
- 1980 - Juan Ramón Zaragoza (es), pour Concerto grosso
- 1981 - Carmen Gómez Ojea (es), pour Cantiga de aguero
- 1982 - Fernando Arrabal, pour La torre herida por un rayo
- 1983 - Salvador García Aguilar (es), pour Regocijo en el hombre
- 1984 - José de Tomás García, pour La otra orilla de la droga
- 1985 - Pau Faner (es), pour Flor de sal
- 1986 - Manuel Vicent, pour Balada de Caín
- 1987 - Juan José Saer, pour La ocasión
- 1988 - Juan Pedro Aparicio (es), pour Retratos de ambigú
- 1989 - prix non décerné.
- 1990 - Juan José Millás, pour La soledad era esto
- 1991 - Alfredo Conde (es), pour Los otros días
- 1992 - Alejandro Gándara (es), pour Ciegas esperanzas
- 1993 - Rafael Argullol, pour La razón del mal
- 1994 - Rosa Regàs, pour Azul (es)
- 1995 - Ignacio Carrión (es), pour Cruzar el Danubio (es)
- 1996 - Pedro Maestre Herrero (es), pour Matando dinosaurios con tirachinas (es)
- 1997 - Carlos Cañeque Solá (es), pour Quién
- 1998 - Lucía Etxebarría, pour Beatriz y los cuerpos celestes (es)
- 1999 - Gustavo Martín Garzo, pour Las historias de Marta y Fernando (es)
- 2000 - Lorenzo Silva, pour El alquimista impaciente
- 2001 - Fernando Marías Amondo, pour El Niño de los Coroneles
- 2002 - Ángela Vallvey, pour Los estados carenciales (es)
- 2003 - Andrés Trapiello, pour Los amigos del crimen perfecto (es)
- 2004 - Antonio Soler, pour El camino de los ingleses
- 2005 - Pedro Zarraluki, pour Un encargo difícil (es)
- 2006 - Eduardo Lago, pour Llámame Brooklyn (es)
- 2007 - Felipe Benítez Reyes (es), pour Mercado de espejismos
- 2008 - Francisco Casavella, pour Lo que sé de los vampiros
- 2009 - Maruja Torres, pour Esperadme en el cielo
- 2010 - Clara Sánchez, pour Lo que esconde tu nombre[6]
- 2011 - Alicia Giménez Bartlett, pour Donde nadie te encuentre[7]
- 2012 - Álvaro Pombo, pour El temblor del héroe[8]
- 2013 - Sergio Vila-Sanjuán, pour Estaba en el aire[9]
- 2014 - Carmen Amoraga, pour La vida era eso[10]
- 2015 - José C. Vales (es), pour Cabaret Biarritz[11]
- 2016 - Víctor del Árbol, pour La víspera de casi todo[12]
- 2017 - Care Santos (es), pour Media vida
- 2018 - Alejandro Palomas, pour Un amor
- 2019 - Guillermo Martínez, pour Los crímenes de Alicia[13]
- 2020 - Ana Merino (es), pour El mapa de los afectos[14]
- 2021 - Najat El Hachmi (es), pour El lunes nos querrán[15]
- 2022 - Inés Martín Rodrigo, pour Las formas del querer[16]
- 2023 - Manuel Vilas, pour Nosotros[17]
- 2024 - César Pérez Gellida (es), pour Bajo tierra seca[18]
- 2025 - Jorge Fernández Díaz (es), pour El secreto de Marcial[19]